# Бойко Василь Стефанович
Васи́ль Сте́фанович Бо́йко — український радянський футболіст, нападник і граючий тренер. Грав за київські команди «Залдор», «Динамо» та збірну Києва. Був першим тренером київського «Динамо».

## Загальні відомості
Футбольну грамоту здобув під час юнацьких змагань на Солом'янці.
З 1923 року грав за команду «Залдор» Київ. Був учасником матчу 5 серпня 1923 року в Петрограді, де київські залізничники подолали могутній клуб «Петровський» з рахунком — 2:1.
1928 Василь Бойко перейшов до київського «Динамо», в якому став історично першим тренером команди (інструктором-організатором, граючим тренером).
1928 року грав за збірну команду Києва на всеукраїнських турнірах та в товариських матчах, зокрема з московським «Динамо».
Якщо 16 червня 1928 року в матчі зі збірною Миколаєва Василь Бойко ще грав за 2-гу збірну Києва, то вже 2 вересня 1928 року був гравцем першої команди в матчі Збірна Києва — «Динамо» (Москва) (3:3). В матчі проти москвичів він відкрив рахунок на 8-й хвилині матчу, впевнено реалізувавши пенальті.
Помер під час окупації Києва німецькими загарбниками.

## Галерея

Перша фотографія в історії «Динамо», 01.09.1928
Заявка «Динамо» на чемпіонат Києва 1928 року, підписана інструктором-організатором Василем Бойком
Фотографія "Динамо" 1928 року. Зліва направо (тільки футболісти): нижній ряд — Іванов С., Ідзковський, Дишкант; середній ряд — Мурашов, Бардадим, Пірокеті; верхній ряд — Рейнгольд, Трофимов, Кауфман, Терентьєв, Бойко